# 羅幹
羅 幹（ら かん）は中華人民共和国の政治家。中共中央政治局常務委員（序列第9位）、中央政法委員会書記だった。

## 人物・来歴
1953年に北京鉄鋼工業学院（後の北京科技大学）圧力加工学部を経て1954年から旧東ドイツに留学、ライプツィヒのカール・マルクス大学（後のライプツィヒ大学）でドイツ語を1年間学ぶ。1956年からフライベルク鉱山大学入学、1962年卒業。在学中の1960年6月に中国共産党入党。
1969年から五七幹部学校に1年間下放される。復活後は河南省輸出委員会副主任、副省長、党委書記。全国総工会副主席（1983年~）。労動部部長（1988年）に就任したものの、病に倒れた陳俊民に代わってすぐさま国務院秘書長に就任、以降李鵬が全人代委員長になるまで10年間務める。
国務委員1988年~1997年、15期中央書記処書記などを歴任。2002年の16全会で政治局常務委員。末席ではあるが司法・公安（警察）を束ねる党中央政法委員会書記を兼務し、権力は大きかった。2007年の17全会で退任。後任は、周永康。
2008年3月の全人代で引退した。李鵬が総理時代に国務院秘書長を務めた、9人いる常務委員の内唯一の李鵬派だった。